# Janez Krstnik Kersnik
Janez Krstnik Kersnik, slovenski narodni buditelj, profesor, naravoslovec, filozof,  teolog, * 26. marec 1783, Moste, † 24. junij 1850, Ljubljana.

## Življenje
Janez Krstnik Kersnik se je rodil v premožni kmečki in obrtniški družini  v Mostah pri Žirovnici. Oče mu je bil mlinar in žagar Simon, mati mu je bila Marija (roj. Žibert). Ker se družina ukvarjala tudi z žagarstvom, se je pri njih po domače reklo pri Žagarjevih. Z odličnim uspehom je končal latinske šole, dva filozofska in en bogoslovni letnik na liceju v Ljubljani. Takoj po končanem študiju je leta 1804 nastopil službo učitelja na ljubljanski normalki, leta 1808 pa je bil nastavljen kot redni profesor fizike na ljubljanskem liceju, kar je ostal vse do svoje smrti. Čeprav je pouk na liceju potekal v nemščini, se je zavzemal za slovenski jezik in to ljubezen spodbujal tudi pri svojih učencih. Pri svojih dijakih je užival velik ugled, ki so mu za njegov god vsako leto pripravili praznovanje s petjem, baklado in kresom pod Turnom ali na Rožniku.
Janez Krstnik Kersnik je bil učitelj in prijatelj Matije Čopa in Franceta Prešerna, na katera je imel kot starejši vrstnik in bližnji sokrajan velik vpliv.
Poročen je bil z Marijo Matovic, ki je bila italijanskega rodu. Rodilo se jima je devet otrok, vsi so se šolali. Sin Jožef Kersnik je postal pravnik. Ko je bil Jožef sodni zapisnikar na Brdu pri Lukovici je spoznal Berto Höffern, hčerko graščakinje Ivane, lastnice brdskega gradu. Rodil se jima je Janko Kersnik, slovenski pisatelj, politik in notar.